# Lorcha (Schiffstyp)

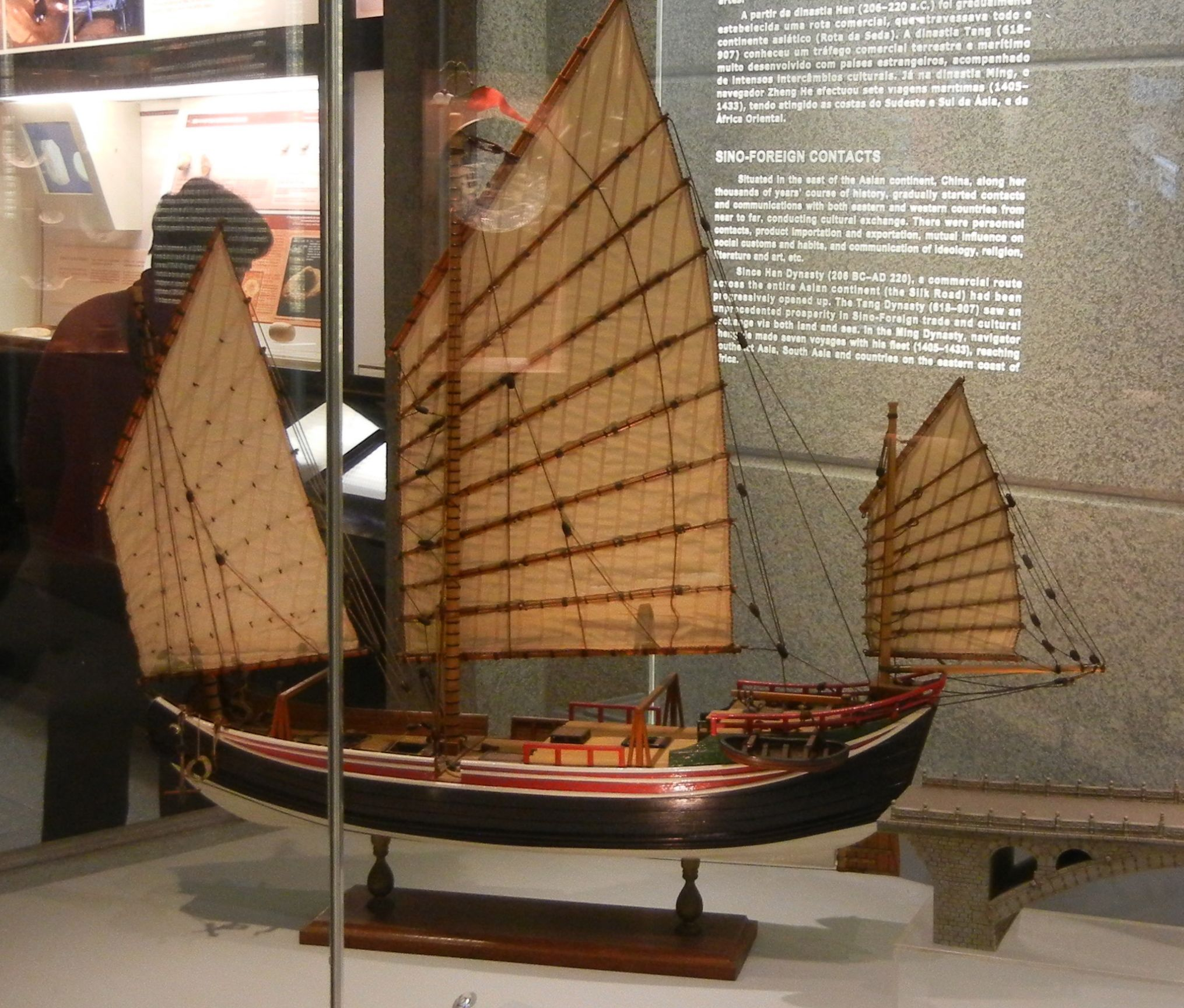
Modell einer Lorcha in Macau

Eine Lorcha ist ein Segelschiff mit europäischem Rumpf und chinesischer Takelage. Das Schiff wurde nach dem Ersten Opiumkrieg vor allem von britischen Händlern genutzt. Der Zweite Opiumkrieg wird auch als Lorchakrieg bezeichnet.

## Beispiele
- Vung Tau-Schiffswrack, ein chinesisches Schiffswrack der Qing-Dynastie (Kangxi-Zeit um 1690), das 1989 vor der Insel Hòn Cau, Côn-Đảo-Inseln, gefunden wurde und aus dem in den Jahren 1990–92 von Mike Hatcher etwa 60.000 Artefakte, hauptsächlich chinesisches Porzellan geborgen wurden.[1]
- Die Arrow war ein britisches Schmugglerschiff, dessen Beschlagnahmung in Guangzhou 1856 zur Aussendung einer britischen Flotte führte. Auf der Suche nach einem Casus Belli eskalierten europäische Gesandte den Vorfall, sodass dieser im zweiten Opiumkrieg mündete.[2]
- Macau, 1988 gebaute Nachbildung einer Lorcha, wie sie in der portugiesischen Kolonie Macau früher verwendet wurde. Zunächst nutzte die Marinha Portuguesa sie als Schulschiff und zu Repräsentationszwecken, ab 1998 diente sie als privates Schulschiff, bis sie 2018 abgewrackt wurde.[3]